# National Trophy Series veldrijden 2024-2025
De National Trophy Series veldrijden 2024-2025 was het 8ste seizoen van het regelmatigheidscriterium in het veldrijden. De National Trophy Series veldrijden bestond uit 5 crossen op 5 locaties in Verenigd Koninkrijk. De laatste twee wedstrijden van het seizoen werden afgelast. Thomas Mein werd eindwinnaar bij de mannen en Alderney Baker.

## Mannen elite

### Kalender en podia
| Datum            | Locatie       | Cat. | Winnaar     | Tweede      | Derde         | Leider in het klassement |       |
| ---------------- | ------------- | ---- | ----------- | ----------- | ------------- | ------------------------ | ----- |
| 6 oktober 2024   | Derby         | C2   | Thomas Mein | Toby Barnes | Daniel Barnes | Thomas Mein              | [ 1 ] |
| 27 oktober 2024  | South Shields | C2   | Thomas Mein | Toby Barnes | Jenson Young  | Thomas Mein              | [ 2 ] |
| 17 november 2024 | Paignton      | C2   | Thomas Mein | Toby Barnes | Jenson Young  | Thomas Mein              | [ 3 ] |
| 8 december 2024  | Clanfield     | C2   |             |             |               |                          |       |
| 5 januari 2025   | Bradford      | C2   |             |             |               |                          |       |

## Vrouwen elite

### Kalender en podia
| Datum            | Locatie       | Cat. | Winnaar        | Tweede         | Derde      | Leider in het klassement |       |
| ---------------- | ------------- | ---- | -------------- | -------------- | ---------- | ------------------------ | ----- |
| 6 oktober 2024   | Derby         | C2   | Alderney Baker | Anna Kay       | Xan Crees  | Alderney Baker           | [ 4 ] |
| 27 oktober 2024  | South Shields | C2   | Alderney Baker | Xan Crees      | Anna FLynn | Alderney Baker           | [ 5 ] |
| 17 november 2024 | Paignton      | C2   | Anna FLynn     | Alderney Baker | Xan Crees  | Alderney Baker           | [ 6 ] |
| 8 december 2024  | Clanfield     | C2   |                |                |            |                          |       |
| 5 januari 2025   | Bradford      | C2   |                |                |            |                          |       |

Kampioenschappen:  Wereldkampioenschappen ·
 Europese kampioenschappen ·
 Belgische kampioenschappen ·
 Nederlandse kampioenschappen
Klassementen:  Wereldbeker ·
 Superprestige ·
 X²O Badkamers Trofee ·
 HSF System Cup ·
 Trek USCX Series ·
 Coupe de France ·
 National Trophy Series ·
 Copa de España ·
 Swiss Cyclocross Cup ·
 Hope Supercross Series
Overig:  Exact Cross ·  Losse crossen België
2005-2006 · 
2006-2007 · 
2007-2008 · 
2008-2009 · 
2009-2010 · 
2010-2011 · 
2011-2012 · 
2012-2013 · 
2013-2014 · 
2014-2015 · 
2015-2016 · 
2016-2017 · 
2017-2018 · 
2018-2019 ·
2019-2020 ·
2020-2021 · 2021-2022  · 2022-2023 · 2023-2024 · 2024-2025